# Superliga de Serbia 2015-16
La temporada 2015-16 fue la 10ª edición de la Superliga de Serbia, la máxima categoría del fútbol serbio. La competición se inició el 17 de julio de 2015 y finalizó el 21 de mayo de 2016. El Partizan Belgrado es el vigente campeón.

## Ascensos y descensos
Un total de 16 equipos disputan la liga, los clubes Napredak Kruševac, Donji Srem y Radnički Kragujevac descendidos la temporada anterior son reemplazados para este torneo por el campeón y subcampeón de la Prva liga Srbija más el ganador del playoff de ascenso, el Radnik Surdulica, Javor Ivanjica y el Metalac Gornji Milanovac respectivamente.
| Pos. | Descendidos de la Superliga de Serbia 2014-15 |
| ---- | --------------------------------------------- |
| 16.º | FK Napredak Kruševac                          |
| 17.º | FK Donji Srem                                 |
| 18.º | FK Radnički Kragujevac                        |

| Pos. | Ascendidos de la Prva liga Srbija 2014/15 |
| ---- | ----------------------------------------- |
| 1.º  | FK Radnik Surdulica                       |
| 2.º  | FK Javor Ivanjica                         |
| 3.º  | FK Metalac Gornji Milanovac               |

## Estadios y localizaciones
Todas las cifras para los estadios incluyen el aforo con asientos solamente, ya que muchos estadios en Serbia tienen gradas sin asientos, lo que dificulta determinar la cantidad real de personas que pueden asistir a los partidos de fútbol que no estén regulados por la UEFA o la FIFA.
| Equipo                      | Ciudad           | Estadio                   | Capacidad |
| --------------------------- | ---------------- | ------------------------- | --------- |
| FK Borac Čačak              | Čačak            | Čačak Stadium             | 8.000     |
| FK Čukarički                | Belgrado         | Stadion Čukarički         | 4.070     |
| Estrella Roja               | Belgrado         | Estadio Estrella Roja     | 55.538    |
| FK Jagodina                 | Jagodina         | Stadion FK Jagodina       | 15.000    |
| FK Javor Ivanjica           | Ivanjica         | Ivanjica Stadium          | 4.000     |
| FK Metalac Gornji Milanovac | Gornji Milanovac | Stadion FK Metalac        | 4.400     |
| FK Mladost Lučani           | Lučani           | Stadion Mladost Lučani    | 8.000     |
| FK Novi Pazar               | Novi Pazar       | City Stadium              | 12.000    |
| OFK Belgrado                | Belgrado         | Omladinski Stadion        | 19.100    |
| FK Partizan                 | Belgrado         | Estadio Partizan          | 32.710    |
| FK Rad Belgrado             | Belgrado         | Stadion Kralj Petar I     | 6.000     |
| FK Radnički Niš             | Niš              | Stadion Čair              | 18.151    |
| FK Radnik Surdulica         | Surdulica        | Gradski stadion Surdulica | 3.500     |
| FK Spartak Subotica         | Subotica         | Gradski stadion Subotica  | 13.000    |
| FK Vojvodina                | Novi Sad         | Estadio Karađorđe         | 14.458    |
| FK Voždovac                 | Belgrado         | Estadio Voždovac          | 5.200     |

## Tabla de posiciones

### Primera fase
- Actualizado al 10 de marzo de 2016

| --- | Pos. | Equipos                      | PJ | PG | PE | PP | GF | GC | DIF | PTS |
| --- | ---- | ---------------------------- | -- | -- | -- | -- | -- | -- | --- | --- |
|     | 1.   | Estrella Roja                | 30 | 26 | 4  | 0  | 82 | 19 | +63 | 82  |
|     | 2.   | Partizan Belgrado            | 30 | 16 | 6  | 8  | 59 | 37 | +22 | 54  |
|     | 3.   | Čukaricki Stankom            | 30 | 15 | 8  | 7  | 37 | 23 | +14 | 53  |
|     | 4.   | Borac Cacak                  | 30 | 12 | 10 | 8  | 39 | 31 | +8  | 46  |
|     | 5.   | Vojvodina Novi Sad           | 30 | 12 | 10 | 8  | 44 | 38 | +6  | 46  |
|     | 6.   | Radnicki Nis                 | 30 | 12 | 9  | 9  | 26 | 23 | +3  | 45  |
|     | 7.   | Voždovac Belgrado            | 30 | 10 | 10 | 10 | 30 | 28 | +2  | 40  |
|     | 8.   | Radnik Surdulica (A)         | 30 | 9  | 11 | 10 | 34 | 46 | -12 | 38  |
|     | 9.   | Javor Ivanjica (A)           | 30 | 8  | 11 | 11 | 21 | 24 | -3  | 35  |
|     | 10.  | Metalac Gornji Milanovac (A) | 30 | 8  | 11 | 11 | 29 | 35 | -6  | 35  |
|     | 11.  | Mladost Lucani               | 30 | 7  | 12 | 11 | 25 | 38 | -13 | 33  |
|     | 12.  | Novi Pazar                   | 30 | 7  | 10 | 13 | 21 | 39 | -18 | 31  |
|     | 13.  | OFK Belgrado                 | 30 | 8  | 4  | 18 | 27 | 44 | -17 | 28  |
|     | 14.  | Rad Belgrado                 | 30 | 5  | 11 | 14 | 30 | 42 | -12 | 26  |
|     | 15.  | Spartak Subotica             | 30 | 6  | 10 | 14 | 20 | 38 | -18 | 26  |
|     | 16.  | FK Jagodina                  | 30 | 5  | 11 | 14 | 22 | 43 | -21 | 26  |

|  | Clasificados a la ronda de campeonato. |
|  | Clasificados a la ronda de descenso.   |

### Grupo campeonato
- Actualización final el 21 de mayo de 2016.[3]

| ---             | Pos. | Equipos              | PJ | PG | PE | PP | GF | GC | DIF | PTS |
| --------------- | ---- | -------------------- | -- | -- | -- | -- | -- | -- | --- | --- |
| Clasifica a UCL | 1.   | Estrella Roja        | 37 | 30 | 5  | 2  | 97 | 27 | +70 | 54  |
| Clasificó a UEL | 2.   | Partizan Belgrado    | 37 | 20 | 7  | 10 | 72 | 44 | +28 | 40  |
| Clasificó a UEL | 3.   | Čukaricki Stankom    | 37 | 19 | 8  | 10 | 48 | 35 | +13 | 39  |
|                 | 4.   | Vojvodina Novi Sad   | 37 | 16 | 11 | 10 | 57 | 44 | +13 | 36  |
|                 | 5.   | Radnicki Nis         | 37 | 16 | 9  | 12 | 40 | 35 | +5  | 35  |
|                 | 6.   | Borac Cacak          | 37 | 14 | 11 | 12 | 46 | 43 | +3  | 30  |
|                 | 8.   | Voždovac Belgrado    | 37 | 11 | 12 | 14 | 34 | 36 | -2  | 25  |
|                 | 7.   | Radnik Surdulica (A) | 37 | 11 | 11 | 15 | 41 | 65 | -24 | 25  |

### Grupo descenso
| --- | Pos. | Equipos                      | PJ | PG | PE | PP | GF | GC | DIF | PTS |
| --- | ---- | ---------------------------- | -- | -- | -- | -- | -- | -- | --- | --- |
|     | 9.   | Mladost Lucani               | 37 | 11 | 14 | 12 | 34 | 44 | -10 | 31  |
|     | 10.  | Spartak Subotica             | 37 | 11 | 11 | 15 | 37 | 42 | -5  | 29  |
|     | 11.  | Metalac Gornji Milanovac (A) | 37 | 10 | 15 | 12 | 41 | 48 | -7  | 28  |
|     | 12.  | Rad Belgrado                 | 37 | 9  | 13 | 15 | 40 | 47 | -7  | 27  |
|     | 13.  | Javor Ivanjica (A)           | 37 | 10 | 13 | 14 | 25 | 29 | -4  | 26  |
|     | 14.  | Novi Pazar                   | 37 | 10 | 10 | 17 | 29 | 50 | -21 | 25  |
|     | 15.  | OFK Belgrado                 | 37 | 9  | 5  | 23 | 38 | 58 | -20 | 18  |
|     | 16.  | FK Jagodina                  | 37 | 5  | 13 | 19 | 29 | 61 | -32 | 15  |

- (A) : Ascendido la temporada anterior.

|  | Clasificado a Liga de Campeones de la UEFA 2016-17. |
|  | Clasificado a Liga Europea de la UEFA 2016-17.      |
|  | Desciende a Prva liga Srbija.                       |

## Máximos Goleadores
| Pos. | Jugador          | Club              | Goles |
| ---- | ---------------- | ----------------- | ----- |
| 1    | Aleksandar Katai | Estrella Roja     | 21    |
| 2    | Hugo Vieira      | Estrella Roja     | 20    |
| 3    | Valeri Bojinov   | Partizan Belgrado | 18    |
| 3    | Andrija Pavlović | Čukarički         | 18    |
| 5    | Srđan Vujaklija  | Borac Čačak       | 15    |

Fuentes: Superliga web oficial, soccerway.com

## Segunda Liga
En la Segunda División (Prva Liga Srbija) compitieron 16 clubes, los dos equipos fueron ascendidos a la Superliga de Serbia y cuatro clubes fueron relegados a la Liga Srpska, tercera división del fútbol serbio.